# Капела-ду-Алту-Алегри
Капела-ду-Алту-Алегри (порт. Capela do Alto Alegre)  —  муниципалитет в Бразилии. входит в штат Баия. Составная часть мезорегиона Северо-восток штата Баия. Входит в экономико-статистический микрорегион Серринья, который входит в Северо-восток штата Баия. Население составляет 12 311 человек на 2007 год. Занимает площадь 655,805 км². Плотность населения — 18,7 чел./км².

## История
Город основан 17 апреля 1912 года.

## Статистика
- Валовой внутренний продукт на 2004 год составляет 26 557 000,00 реалов (данные: Бразильский институт географии и статистики).
- Валовой внутренний продукт на душу населения на 2004 год составляет 2213,08 реалов (данные: Бразильский институт географии и статистики).
- Индекс развития человеческого потенциала на 2000 год составляет 0,634 (данные: Программа развития ООН).

## География

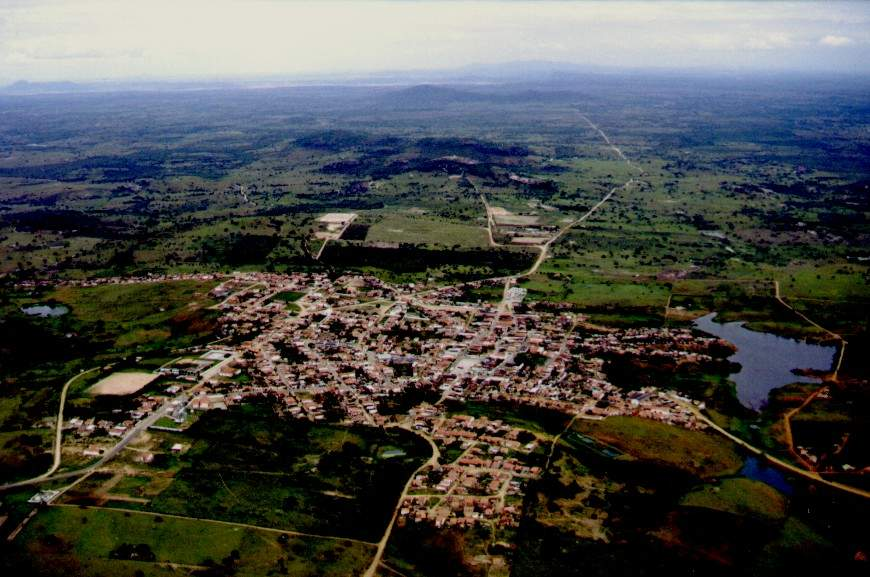

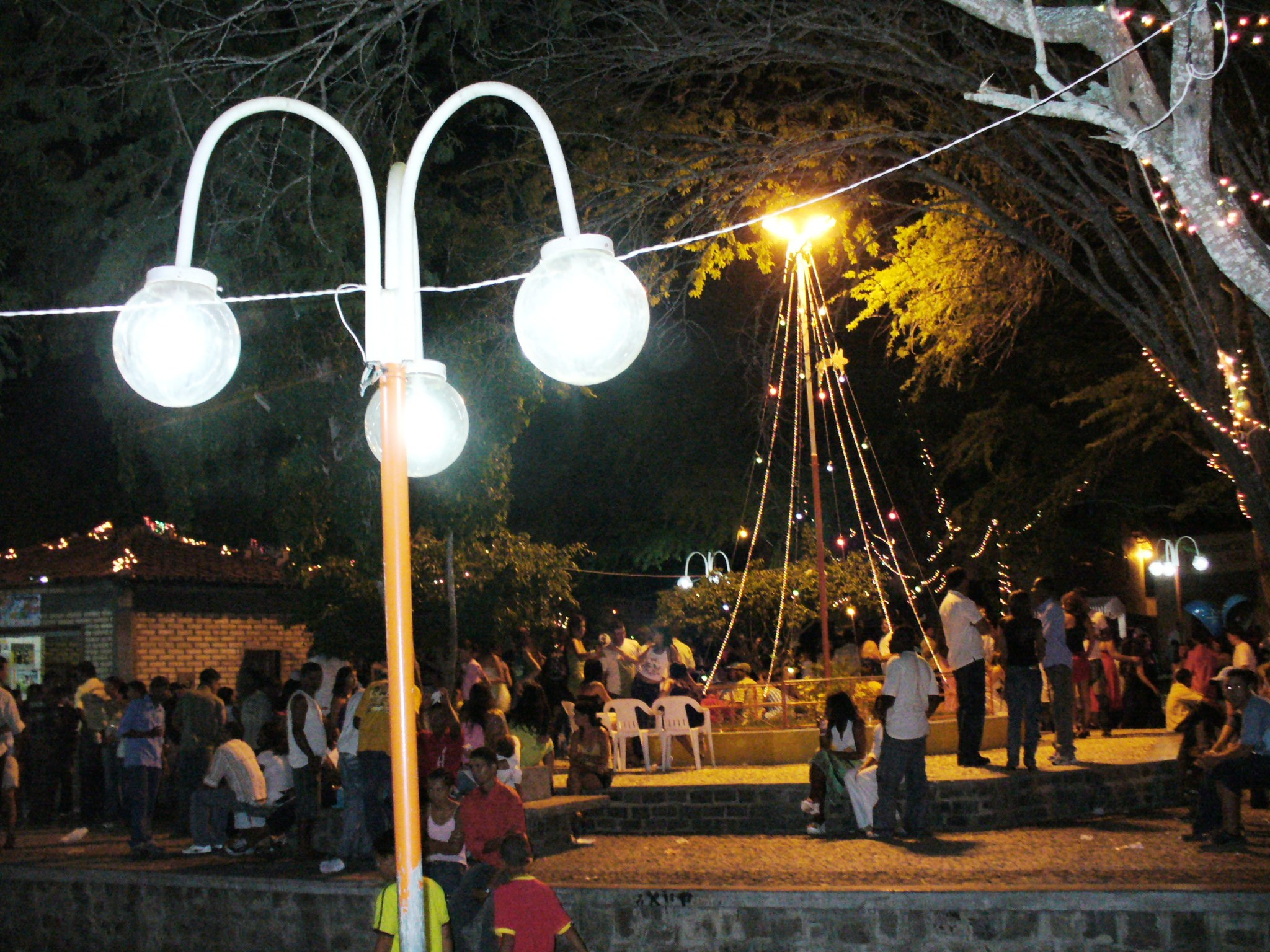

Климат местности: полупустыня.